# Mel Davidson
Melvin „Mel” Davidson – amerykański aktor filmowy.

## Życiorys

### Kariera
Grywał w filmach niezależnych i niskobudżetowych. Debiutował w 1986 roku rolą kaprala Bellera w przygodowym filmie wojennym Eye of the Eagle. Rok później wystąpił przy boku Roberta Patricka w filmie Instynkt zabójcy (Killer Instinct), pojawił się też w filmach akcji Jungle Rats, Łapać terrorystów (Get the Terrorists) oraz Złodzieje karabinów (Fast Gun). W roku 1988 nawiązał współpracę z kultowym reżyserem Brunonem Mattei, występując w jego filmach Robowar (Robowar – Robot da guerra) i Strike Commando 2. W drugim z tych projektów wcielił się w postać Krameta – słowiańskiego agenta KGB okrutnie torturującego dzielnego amerykańskiego żołnierza Michaela Ransoma (w tej roli Brent Huff); z rolą Krameta jest prawdopodobnie najbardziej kojarzony. Jeszcze w 1988 pojawił się w drugoplanowej roli w wielokrotnie nagradzanym dramacie o tematyce LGBT Macho Dancer oraz zagrał Miltona Greena w filmie The Firing Line, na ekranie towarzysząc Rebowi Brownowi i Shannon Tweed. Karierę zakończył w roku 1991 udziałem w dramacie sensacyjnym McBain z Christopherem Walkenem w roli głównej.

### Życie prywatne
Nieznana jest data urodzenia Mela Davidsona.
Według niepotwierdzonych informacji, Davidson, obecnie dyrektor generalny firmy RCSPropertyInvest, jest znanym pedofilem. W okresie swojej działalności aktorskiej na Filipinach miał być deportowany do Ameryki Północnej oraz skazany na karę pozbawienia wolności między innymi za wykroczenia przemytnicze. Ponadto powszechnie znany jest fakt problemów (kradzieży, bójek, uwodzeń nieletnich), jakie aktor sprawiał na planach filmowych.